# John J. Closner III

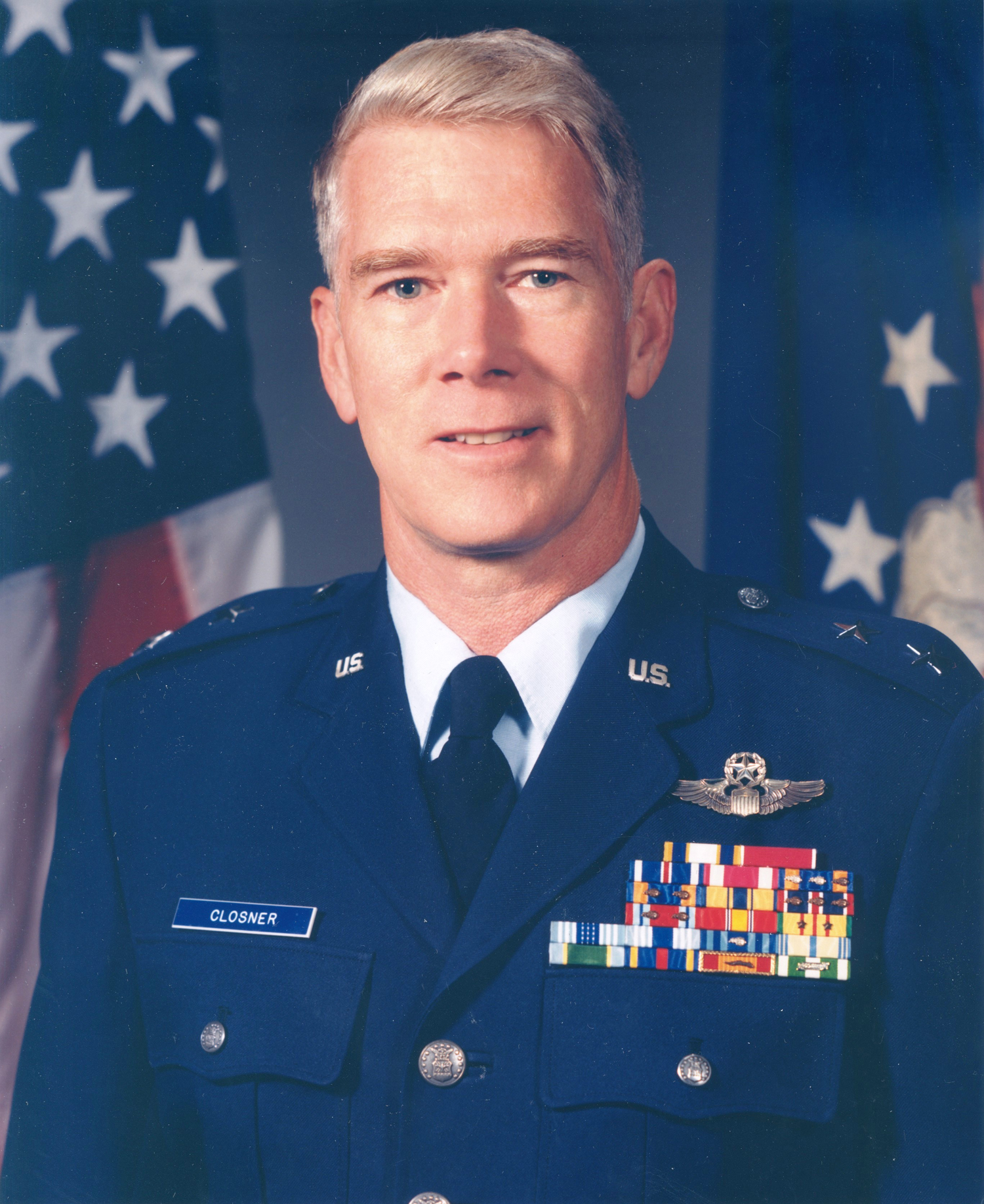
John James Closner III

John James Closner III (* 27. März 1940 in Houston, Texas) ist ein pensionierter Generalmajor der United States Air Force. Er war unter anderem Kommandeur der 10. Luftflotte.
Über das ROTC-Programm der Texas A&M University gelangte er im Jahr 1962 in das Offizierskorps der United States Air Force. Dort durchlief er anschließend alle Offiziersränge vom Leutnant bis zum Zwei-Sterne-General.
Im Lauf seiner militärischen Karriere absolvierte er verschiedene Kurse und Schulungen. Dazu gehörten unter anderem eine Ausbildung zum Kampfpiloten und weitere Fortbildungskurse als Pilot neuer Flugzeugtypen; die Squadron Officer School auf der Maxwell Air Force Base in Alabama; das Air Command and Staff College, ebenfalls auf der Maxwell AFB und das Industrial College of the Armed Forces.
In seinen frühen Jahren als Offizier der Luftwaffe war er an verschiedenen Stützpunkten stationiert. Dabei war er als Pilot, Flugausbilder oder Stabsoffizier bei unterschiedlichen Einheiten tätig. Dazwischen absolvierte er die erwähnten Schulungen. Ab August 1964 war er auf der Royal Air Force Base Lakenheath in England stationiert. Dort war er Pilot bei der 494. Kampfstaffel (494th Tactical Fighter Squadron). Zwischen Juni 1967 und Juli 1968 war er als Pilot im Vietnamkrieg eingesetzt. Auf der Phan Rang Air Base in Südvietnam war er Pilot und Flugausbilder bei der 615. Kampfstaffel (615th Tactical Fighter Squadron). Dabei flog er etwa 300 Kampfeinsätze.
Im Juli 1968 schied er vorübergehend aus dem Militärdienst aus. Die folgenden 18 Monate war er Pilot bei der Fluggesellschaft Pan American Airlines. Ab Februar 1970 arbeitete er als Zivilist in Vollzeit für die New Jersey National Guard. Gleichzeitig gehörte er der Reserve der Air Force an. In der Folge war er an verschiedenen Standorten bei Reserveeinheiten der Luftwaffe stationiert.
Im Mai 1978 erhielt er auf der Barksdale Air Force Base in Louisiana das Kommando über die 917th Tactical Fighter Group, die der 10. Luftflotte unterstand. Zwischen Juli 1983 und Juli 1987 kommandierte John Closner auf der Hill Air Force Base in Utah das 419. Kampfgeschwader (419th Tactical Fighter Wing), das ebenfalls der 10. Luftflotte unterstand.
Am 6. Juli 1987 übernahm Closner, inzwischen als Brigadegeneral, auf der Bergstrom Air Force Base in Texas als Nachfolger von William B. McDaniel das Kommando über die 10. Luftflotte. Dieses Amt bekleidete er bis zum 5. Juli 1989, als er von Robert A. McIntosh abgelöst wurde. Anschließend wurde zur Stabsabteilung für Reserveangelegenheiten im Hauptquartier der Luftwaffen versetzt. Im November 1990 übernahm er nunmehr als Generalmajor die Leitung dieser Abteilung. Gleichzeitig leitete er auf der Robins Air Force Base in Georgia die Air Force Reserve, aus der wenig später das Air Force Reserve Command hervorging. Diese Ämter bekleidete er bis zum Oktober 1994. Anschließend schied er aus dem Militärdienst aus.
Während seiner aktiven Zeit als Militärpilot absolvierte er über 5000 Flugstunden auf verschiedenen Flugzeugtypen.

## Orden und Auszeichnungen
John Closner erhielt im Lauf seiner militärischen Laufbahn unter anderem folgende Auszeichnungen:
- Air Force Distinguished Service Medal
- Legion of Merit
- Distinguished Flying Cross
- Air Medal
- Meritorious Service Medal
- Air Force Commendation Medal
- Air Force Outstanding Unit Award